# Shinya Sogame
Shinya Sogame (jap. 十亀 慎也 Sogame Shinya; * 8. März 1987 in der Präfektur Ehime) ist ein ehemaliger japanischer Leichtathlet, der sich auf den Dreisprung spezialisiert hat.

## Sportliche Laufbahn
Erste internationale Erfahrungen sammelte Shinya Sogame im Jahr 2011, als er bei den Asienmeisterschaften in Kōbe mit einer Weite von 16,51 m den vierten Platz belegte. 2014 beendete er in Nagasaki seine sportliche Karriere im Alter von 27 Jahren.
2011 wurde Sogame japanischer Meister im Dreisprung.

## Persönliche Bestleistungen
- Weitsprung: 7,63 m, 24. Mai 2008 in Tokio
- Dreisprung: 16,59 m (+0,5 m/s), 25. September 2011 in Naruto